# ماتيو بريغي
ماتيو بريغي (بالإيطالية: Matteo Brighi)‏ (مواليد 14 فبراير 1981 في ريميني - إيطاليا) لاعب كرة قدم إيطالي يلعب حاليا لصالح نادي الدرجة الأولى روما الإيطالي منذ 2004 في مركز الوسط المحوري .

## روابط خارجية
- ماتيو بريغي على موقع قاعدة بيانات كرة القدم.إي يو (الإنجليزية)
- ماتيو بريغي على موقع ناشيونال فوتبول تيمز (الإنجليزية)
- ماتيو بريغي على موقع Soccerway.com (الإنجليزية)
- ماتيو بريغي على موقع عالم كرة القدم.نت (الإنجليزية)
- ماتيو بريغي على موقع كووورة
- ماتيو بريغي على موقع AS.com (الإسبانية)